# Apamea dörriesi
Apamea dörriesi är en fjärilsart som beskrevs av Otto Staudinger 1897. Apamea dörriesi ingår i släktet Apamea och familjen nattflyn. Inga underarter finns listade i Catalogue of Life.